# Al-Bani
Al-Bani (arab. الباني) – miejscowość w Syrii, w muhafazie Hama. W 2004 roku liczyła 1328 mieszkańców.